# メガトロン (トランスフォーマー)
メガトロン（Megatron）は、『トランスフォーマー』シリーズに登場する架空のキャラクター。デストロン（Decepticons）軍のリーダーとして数々のシリーズでその名が使用される。本項では多くのシリーズでその強化形態として使用される名であるガルバトロン(Galvatron) についても記述する。

## 破壊大帝メガトロン／ガルバトロン(G1)

### 能力、性格
破壊大帝を名乗るデストロン統率者。日本語版での一人称は主に「わし」。勢い付くと「余」になる。声は英語版をフランク・ウェルカー、日本語版を加藤精三が担当した。『BWメタルス』に記録映像として登場した際の声は英語版がゲイリー・チョーク、日本語版が高木渉である。『ウォー・フォー・サイバトロン・トリロジー』に登場した際の声は英語版をジェイソン・マルノチャ、日本語版を大塚芳忠が担当した。

#### メガトロン
『戦え!超ロボット生命体トランスフォーマー』に登場。
地球においてはワルサーP38に変形。変形後は射手を必要とし、サウンドウェーブ（Soundwave）かスタースクリーム（Starscream）がその役を担うことが多い。名は「100万倍」の意味を持つ単語megaとTRONから。
変形すると機動力がほとんどなくなってしまう。スタースクリームの胴体にぶら下げられて移動するシーンも見られた。
知力、体力、狡猾さを駆使し、荒くれ者揃いの軍事トランスフォーマー「デストロン」を一つにまとめあげ、宇宙支配の野望を成就すべく精力的に活動を行っている。作戦立案、その実行、兵器開発など、あらゆる分野に精通している。宇宙支配の目的は、テックスペックにて書かれた座右の銘「圧制を通じての平和を（Peace through tyranny）」から、自由を封殺した上での平和創造であることがわかる。
軍団運営は軍事執行体制であり、そのために不満分子も少なからず存在する。しかし、それすら許容する器の大きさを持ち、スタースクリームにいたっては裏切りを重ねているにもかかわらず命を奪わないどころか、降格させるようなことさえもしていない。彼が行動不能になっている隙に、トリプルチェンジャーの二人やビルドロンが一斉に我こそはとリーダーに名乗り出たが、メガトロンは全員を叩きのめした上で、彼らの裏切りを大目に見ている。
テックスペックでも弱点が不明とされており、一見、敵対組織であるサイバトロンの勝ち目は薄いようだが、彼の立てた如何なる磐石な計画も、サイバトロン総司令官コンボイ（Optimus Prime）により歯車が狂い始める。このコンボイとの相性の悪さこそメガトロン最大の弱点である。また、副官であるスタースクリームの忠告をそれが正しいものである場合でも軽視したり、彼の反逆を招いたりしたことによって失敗することも多い。作戦の準備段階ではテストを入念に繰り返す場面も多く慎重さを見せるものの、予想された通りの結果が得られると調子に乗ってしまい、途中で発覚した問題点をコンボイやスタースクリームに指摘されても中々本気にしない傾向が見られる。さらに、あらゆる分野に精通したリーダーという性質は、デストロン兵士たちに、戦闘や諜報活動以外ではメガトロンに大きく依存をするようになってしまい、メガトロンの身に何かあると、彼らは何をしていいのかわからなくなってしまうという問題を生み出した。絶対君主であるがゆえに、それが裏目に出ることもメガトロンの弱点といえよう。
歴代のデストロンのリーダーの中では、利害の一致した局面で比較的サイバトロンと手を組む場面が多い。共通のピンチに直面した時、拳銃形態の引金をコンボイに託すことも数度あった。

#### ガルバトロン
『ザ・ムービー』、『2010』、『ザ☆ヘッドマスターズ』、『ザ・リバース』、『トランスフォーマー キスぷれ』、『トランスフォーマー/ロストエイジ』、『トランスフォーマー:ウォー・フォー・サイバトロン・トリロジー』に登場。
声優は原語版がレナード・ニモイが、日本語吹き替え版はメガトロンと同じく加藤精三が担当した。
『ムービー』において負傷したメガトロンがユニクロンによって再生された姿。SFレーザー砲台に変形。その破壊力はフルパワーの状態で惑星一つを粉砕するほど。名は「ボス、リーダー」の意味を持つ単語galvaとTRONから（『2010』のDVDのブックレットのキャラクター紹介では、「“galvanize（電流を受けた、活気づいた）”＋“メガトロン”」と解説されている）。
『ムービー』にてロディマスコンボイ/RodimusPrimeによって投げ飛ばされ、惑星スラルの溶岩の中で休眠していた。自身を再生させたユニクロン/Unicronの呪縛による後遺症で頭脳回路が損傷、精神に異常をきたしており、時折奇抜な言動を取るようになるばかりか、味方すら攻撃するほどの凶暴性を持つ暴君である。この変貌ぶりに落胆し、デストロンを脱退する兵士も現れるほど。とはいえ、落ちぶれたデストロンを見事に再興させた。
乱暴で味方まで攻撃することがあるが、ユニクロン戦争以前から仕えている部下との行動やコンボイが復活した際などにおいては冷静な対応を取っており、特に『2010』最終話「コンボイの復活 Part II」では、宇宙ペストを根絶させたコンボイに対し握手を求めている。
『リバース』、『ザ☆ヘッドマスターズ』以降では、作戦や計画を立てるようになる。また、情緒も回復したようで、『ザ☆ヘッドマスターズ』では、サウンドウェーブが戦死した際には泣き崩れ、慟哭しているが、有機生物を蔑む傾向は変わらず、『リバース』では、ネビュロン人をパートナーにした部下たちを、「お前たちはいったい何を考えているのか」と叱責していた。
チャーによると、「1週間のうち4日活動し3日休む」らしい。
『トランスフォーマー キスぷれ』
時系列的に『ムービー』と『2010』の間に位置する本作品では、ロディマスコンボイによってユニクロンからスラルへ向けて投げ飛ばされたガルバトロンが、実は東京に墜落していたという様子が描かれた（実は、これはユニクロンの使徒たちの陰謀であり、本来の軌道を変えられていた）。同作のラストで改めて宇宙に飛ばされ、スラルに到達した経緯が描かれた。
『キスぷれ』では体内に、劇中で「ガルバトロン細胞」と呼ばれる細胞を有する設定が付加され、他の物体に融合させ新たな生命体として活動させたり、生命体に特殊な能力を発動させる力を持つとされている。また、取り付いた者の精神に破壊衝動をもたらす特徴も持ち、ガルバトロン自身（元のメガトロンの自意識）もその効果に苛まれていたという見方もできる。これは彼をガルバトロンとして再生させたユニクロンの細胞の特徴を受継いだ物であるという。ユニクロン細胞は、初代（G1）とはパラレルワールドである『マイクロン伝説』や『スーパーリンク』で初登場した要素だが、G1（初代）も含め、いずれの作品に登場するユニクロンも時空を超えて存在する同一人物であると解釈されていることから、この設定が成立するのである。
なお、ガルバトロン細胞から大量な数が発生したトランスフォーマー「レギオン」は、頭部がメガトロンに酷似しており、さながら量産型メガトロンといった趣を有している。ただし、メガトロンのような知性や自我は存在しない模様。生身の人間やTFを侵食・融合したり、捕食することもある。首から下はバイナルテック/ALTERNATORS版オーバードライブやディセプティチャージと同じホンダ・S2000タイプのBTボディに酷似しているが、なぜこのような状態で生成されたのかは不明。また、車両形態のフロント外観も実車のS2000にはない独特の形状を有しており、謎の多い存在である。
- 日本版のその後

『ザ☆ヘッドマスターズ』にて、地球をボディーにするグランドガルバトロン計画を企てる。だが、サイバトロン戦士たちの手によって妨害され、ヘッドマスターの攻撃を受け氷山に消え消息不明となった。1人称は「俺」と言うことが多くなった。
- 海外版のその後

『ザ・リバース』にてセイバートロン星に眠るプラズマエネルギーを利用して、サイバトロン壊滅を企むが失敗。手を結んだネビュロン人のロード・ザラクと共に再び宇宙に放逐される。

### 生い立ち
メガトロン
メガトロンは、サイバトロンとデストロンとの戦争が勃発して間もない980万年前、リージ・マキシモの手によって誕生した（コンボイがそうであったように、素質のある誰かを改造した可能性もある）。そのころのデストロンにはまともな指揮系統や支配体制が存在しておらず、各地のデストロンが散発的に戦闘している状態であった。メガトロンは各地のデストロンを力で支配し、さらに洗脳マシン「ロボ・スマッシャー」などを駆使しこの問題を解決、統率の取れた「デストロン軍団」を作り上げ、サイバトロン制圧に乗り出した。
マーベルコミックではアニメとは異なり自身と対立するレーザーウェーブ（Shockwave）の送り込んだアニマトロンに殺害され、一度はレーザーウェーブに実権を奪われる。しかし、後に復活を果たす。
ガルバトロン
ザ・ムービーにてガルバトロンとして復活を遂げた。
コンボイとの激戦の末負傷したメガトロンはスタースクリームの手で宇宙に放逐されてしまう。だがユニクロンの手でさらなる攻撃力を持った姿、ガルバトロンとして復活した。同様に放逐された兵士たちも新たな部下として再生。デストロンの新たな指導者として戴冠式を行っていたスタースクリームを瞬殺、リーダーの座に復帰する。

### その後の顛末
日本独自展開『リターンオブコンボイ』
デストロン新大帝ダークノヴァによってガルバトロンは発見され、銃型戦闘機「ガンジェット」に変形するスーパーメガトロン（Super Megatron）として復活する。時同じくして復活したかつてのライバル、コンボイと死闘を演じた。人間を食べることでパワーアップする能力を持ち、「悪」としての存在感を高めているが、額に「SM」の刻印があることがしばしばネタにされている。後にさらなる強化改造がなされ、「飛行重戦車」に変形するウルトラメガトロン（Ultra Megatron）となった。
玩具は2020年9月、タカラトミーモール限定商品としてGENERATION SELECTS スーパーメガトロンが販売された。
同玩具は2016年7月に販売されたLG23ガルバトロンの一部仕様を変更して設計されており、スーパージェットモード（前述の「ガンジェット」に相当）への変形も再現されているが、フォルムはオリジナルデザインとは多少異なる。
ウルトラメガトロンへの進化も再現可能でウルトラタンクモード（前述の「飛行重戦車」に相当。ただし、フォルムはオリジナルデザインとは前後が逆転している他、ウイングが畳まれているなど、形状は玩具オリジナルとなっている）への変形も可能の他、玩具オリジナル設定としてオメガモードフェイスへの変形も備えている。
『G-2』
闘いの後遺症により悪の心を失ったメガトロンはコンボイと和平を結び、永きに亘るサイバトロンとデストロンとの戦いに終止符を打った。しかし、平和の使者として送った部下が地球人によって殺害されたことを知り、憤慨したメガトロンは「ロボット生命体以外の生物はすべて宇宙にとって悪になる」とし、再び地球侵略を目指す。
玩具は米国における銃規制が厳しくなったため、拳銃から戦車にモチーフが変更。新開発の関節によりアクションフィギアの側面も強調されたフル可動する逸品である。
また、この時期以後、セイバートロン時代のメガトロンも戦車に変形していたという設定になる。
これは後にカラーリングなどを変更したものがブラジオンとして販売され、その後、『ロボットマスターズ』で大幅な改修（頭とエンブレムをコンボイからメガトロンに変えることができるシステム）が行われリバースコンボイ/リバースメガトロン（Rebirth Convoy / Rebirth Megatron）として販売された。

### 武装・能力
- 融合カノン砲(Nuclear Charged Fusion Cannon) / SFガン
右腕に装着されているレーザー砲で、メガトロンの主力兵器である。
玩具における設定であるテックスペックでは「ブラックホールを作り出し反物質を引き出す」とあり、群を抜く破壊力の恐ろしさが強調されている。ブラックホール作成は次元の狭間に連結することで行われる。ブラックホールを利用した反物質生成メカニズムは詳細不明。生成された反物質の利用法も詳細不明だが、他の武装の反物質利用のエピソードとしては反物質エネルゴンキューブを取り込むことによってメガトロンが変形した拳銃から発射されるレーザーが強化される話がある。
威力はエネルギーの消耗の度合いや精神状況によって大差が出るらしく、調子の良い時には一撃で厚い岩盤を消し飛ばし、デバスターやガーディアンなどの合体戦士を戦闘不能に陥れるほどの打撃力を発揮する。逆に彼が慌てたりすると威力が大幅に低下するようであり、恐竜相手に大したダメージを与えられなかったこともある。『ムービー』ではシャトルを襲撃した際にサイバトロンを次々と機能停止に追いやっている。また、カノン砲の上部に四角い紫色のバリアーを張って攻撃を防いだり、発射口にレンズを展開して塞いだ状態で、レンズからコンピューターのプログラムを書き換える光線を発射したりできる。
ガルバトロンも砲身はSFガンとして右腕に装備されており、アニメでもスラルという1つの星を壊滅寸前に追い込み、メガトロンにも劣らぬ威力のほどを見せ付けた。また、SFガンから発射されるレーザーをロケット噴射のように使用し、飛行スピードを速めることが可能。
- ビーム砲
背中に搭載されたビーム砲で、ガンモードでの砲身に当たる。前面を向くと右脇腹に移動する。玩具では右脇腹で固定。

- エナジーフレイル（「エナジーメイス」とする文献もある）
右手を紫色のモーニングスターに変化させたもの。初代『トランスフォーマー』第2話にのみ登場した武器。

- 丸ノコギリ
左手を収納して発射する。初代『トランスフォーマー』第4話で使用。

- レーザー砲
左手を変化させたもの。初代『トランスフォーマー』第4話で使用。

- データ探知機能
左手を機械に当ててデータの送信先を察知する。初代『トランスフォーマー』第5話で使用。

- 胸部ハッチ
左右に一対存在し、エネルゴンキューブを搭載できる。初代『トランスフォーマー』第5話で展開していた。

- ビームガン
エレクトロメスをも消し去るビームを発射する。初代『トランスフォーマー』第17話で使用。

- 電磁パルス
右手から発生させる。コンボイの胸部にこれを浴びせて機能停止させた。初代『トランスフォーマー』第23話で使用。

- ビーム発射機能
両目から紫色のビームを放つ。初代『トランスフォーマー』第65話で使用。

- レーザーダガー
紫色のエナジーを発する短剣。『ザ・ムービー』にてコンボイとの一騎討ちの際に使用。コンボイの身体を切りつけた。地面から拾い上げていたため、メガトロン本人のものかは不明。

- ブラスター
小銃。『ザ・ムービー』にてコンボイとの一騎討ちの際に使用。コンボイに追い詰められた際、ホットロディマスを盾にして目の前にあったのを拾いコンボイに致命傷を負わせた。

### 玩具
メガトロン
ニューミクロマンのガンロボの流用品で、さらに元となった拳銃は1960年代のドラマ、0011ナポレオン・ソロに出てきた特別仕様のワルサーP38。TFでは1985年6月に「16」のナンバーを与えられて発売されたが、身体のメッキ部分がアニメに準じた灰色、腕足の裏が赤から青になりスコープ（融合カノン砲に当たる部分）とアンクルパーツ・サイレンサーが削除され、代わりに「エレクトロンソード」と「高密度赤外線レーザー砲」が付属。他にコンボイとのセットである「VSX」が10月に発売された。
1986年11月ごろのスタースクリーム、デストロン集合ポスターとセット販売である「グッドバイメガトロン」ではスコープのみ付属していた。このバージョンでは腕足の裏は赤色になっている。アメリカでは1988年ごろに通販限定で再発売。
2001年3月に「メガトロン 完全版」として海外版のボディに、スコープなどのパーツが完備されたものが「16-S」のナンバーを与えられて復刻。2003年1月にはe-hobbySHOP限定仕様でメガプレックスインペリウス/Megaplex Imperius（マシンウォーズに登場した、メガトロンの影武者として造られたクローン）としても販売。
2002年12月『トランスフォーマー コレクション6』ではさらに「エナジーメイス」、「デストロンステッカー」、「特製マウスパッド」が付属。
2007年8月には完全版が『トランスフォーマー アンコール』にて「02」のナンバーを与えられ幾度となく再発売されている。
玩具ではアンクルパーツとサイレンサーを組み合わせて大砲にできる（アニメでは使用しておらず、変形する際にパーツが発生する）。
ガルバトロン
玩具は新規開発されたものだが、ハスブロ社における基本デザインを、アニメスタッフとタカラの玩具製作陣が別個にアレンジして製作したため、デザインにかなりの違いがある。日本では86年に「D-62」のナンバーを与えられて発売。2005年12月には「D-62-S」としてアニメ版のカラーに準拠した復刻版が発売され、音声機構が搭載された。開発担当は大野光仁。
ザ・ムービーが公開されるまではメガトロンとガルバトロンが同一人物であるという情報を伏せていたので、肩書を要塞参謀（海外版ではCity Commander）として販売されたことでも知られる。いくつかのCMでもウルトラマグナスのライバルのような扱いをされていた。e-hobby限定で販売されたガルバトロンIIにおいては、ユニクロンによって召喚された平行世界のガルバトロンという設定になっており肩書もシティコマンダーとされた。

## （ビースト）メガトロン
『ビーストウォーズ』、『ビーストウォーズメタルス』、『ビーストウォーズリターンズ』、『ビーストウォーズリボーン』、そして『ロボットマスターズ』に登場するデストロン/Predaconsの指導者（しかしあくまで自身が集めた一部のメンバーの中の指導者であり、デストロンの上層部からは反逆者と見なされている）。
声を担当したのは英語版がデビッド・ケイ、日本語版が千葉繁。また『ロボットマスターズ』では髙階俊嗣が声を担当。ビーストコンボイ同様、他作品のメガトロンとの区別としてビーストメガトロンと呼ばれている。海外版では「Yes」を伸ばして言う癖が特徴的であり、日本語版では千葉のアドリブによる脚色が行われている。
初代メガトロン（G1メガトロン）の後継者を自称し、デストロンがサイバトロンと共存して平和に運営されているセイバートロン星の現状に不満を訴え急進派として活動する。エネルギー確保を口実に同志を募り、サイバトロンによって保管されていたゴールデンディスクと戦艦を強奪した。この急進的な行動はサイバトロンだけでなくデストロンにも危険視され、反逆者扱いとなっている。ゴールデンディスクには膨大なエネルゴンが太古の地球に存在していたこと、テクノロジーの進歩で時間転移が可能となったら過去に戻り休眠状態の初代コンボイ（G1コンボイ）を破壊せよという初代メガトロン（G1メガトロン）のメッセージが記録されており、ビーストメガトロンはエネルゴンを手中にし初代コンボイ（G1コンボイ）の破壊を実行に移すための時間転移によって初代メガトロン（G1メガトロン）らデストロンとサイバトロンの祖先たちが休眠状態の太古の地球に向かった。性格はお茶目さもあるが基本的に沈着冷静かつ残忍。奸智に満ちた数々の作戦を行う。
エイリアン/Vokの太古の地球に対する関与を察知。その遺跡を最大限利用するなど科学技術にも精通している。ライバルであるビーストコンボイ/Optimus Primal謀殺の際、エイリアン因子を含んだエネルギー波、クォンタムサージを浴び強化装甲の機械的な外見を持つトランスメタルスに進化、タービンを搭載したメタルスメガトロン/Megatronとなる。その後ビーストコンボイのパワーアップに対抗すべく初代メガトロン（G1メガトロン）のスパークとの融合を試み、予想外のアクシデントが重なったこともあってドラゴンメガトロン/Megatronにパワーアップした。
ビーストメガトロンは基本的に初代メガトロンが残したメッセージを忠実に実行し、最終的に彼らの乗っていたデストロンが誇った最強の戦艦ネメシスを再起動するが敗北した。だがセイバートロン星に護送される時空間移動中に逃亡し、ビーストコンボイらよりも先にセイバートロンに到着して機械化ウイルスの散布により星を制圧、デストロンを含んだ星の全てのトランスフォーマーのスパークを抜き取った後にボディを単なるロボットに作り変えてヴィーコン/Vehiconsを名乗り、有機生命および全てのトランスフォーマーの自由意志を剥奪することで機械生命による一つの意思で全てが統一される「争いの無い世界」の実現を企む。皮肉を込めて最終決戦でパワードコンボイを模した姿で一騎討ちをするが激闘の末、二人とも消滅した。
その後『ギャラクシーフォース』の世界でビーストコンボイと共に復活させられる。記憶を奪われ最初はビーストコンボイと共に神殿を調査するものの神殿の力に魅了され再び対立する。終盤、聖刻によって新たなボディへとリフォーマットされる。
『ビーストウォーズ』ではティラノサウルスに変形。『メタルス』では機械的な外見を持ったティラノサウルスに変形する。またドラゴンメガトロンは赤い竜に変形する。
『リターンズ』ではメカプローブに覆われたミノムシのような姿になっているがドラゴンメガトロンのビーストモードに変形可能。
終盤に登場した顔型戦艦はアニメでは変形しないが玩具ではロボットモードを持ち、なおかつ顔型戦艦は走らせると足が連動して動くギミックを持つ。
『リボーン』では終盤、聖刻によって最初の姿を思わせるメカティラノサウルスに変形する。当時は玩具が発売されず別シリーズの『トランスフォーマー ユナイテッド』で発売された。

## （ビースト）ガルバトロン
『ビーストウォーズII 超生命体トランスフォーマー』に登場するデストロン機甲部隊のリーダー。変形形態はドリルタンク、ドラゴン。声は小村哲生。
弟であるメガストーム（ギガストーム）には厳しい反面兄としての情が垣間見られ、また自身と敵対するライオコンボイの息子であるライオジュニアを後継者にしようとしたことがある。方法は違えどライオコンボイと同様に全宇宙の平和を実現しようとする信念を持っていた。
最終回でライオコンボイに敗れて消滅したが、抜け殻となったボディは続編の『ビーストウォーズネオ』で魂だけとなったユニクロンに依り代として利用されることになる。

## マイクロン三部作（ユニクロン三部作）のメガトロン／ガルバトロン
海外と共同で製作された『マイクロン伝説 / Armada』に始まるマイクロン三部作（主に海外ではユニクロン三部作）でのデストロン破壊大帝について記述する。なお、英語版の声優は基本的に3作通してデビッド・ケイだが、『Energon』の第14話ではリチャード・ニューマンが、『Cybertron』の第1話ではトレバー・デュバルが担当している。

### マイクロン伝説
メガトロン（Megatron）は宇宙征服を企む、全デストロンの指導者である。日本語版の声は『ビーストウォーズメタルス』でデプスチャージを担当した梁田清之。
武人、軍人としての傾向が強く、戦闘行為自体を好んでいる。『G-2』に登場したメガトロンと同様、戦車に変形する。
部下のショックウェーブ（Shock Wave / Tidal Wave）と合体し、史上初の合体破壊大帝バーニングメガトロンとして活躍する（ただし厳密には、それ以前に日本のコミック版『V』においてデスザラスが武装兵士キングソロンと合体した「最強破壊大帝キングザラス」が登場している）。その後、とある星でユニクロンの眷属であるスカージ（Scourge / Nemesis Prime）に襲われていたところ、マイクロンによりエネルギーが注入されたため、メガトロンスーパーモード（Megatron Super Mode / Galvatron）として復活する。
終盤、ユニクロン内部にて、戦争は彼が引き起こしたものであると聞かされ激怒。武人としてのプライドから戦争は己の意志であったことを強調し、積年のライバルである（アルマダ）コンボイ（Armada Convoy / Optimus Prime）に一騎討ちを申し込む。激戦の末、ユニクロンに飲みこまれて消息不明となる。
唯一、コンボイと和解したメガトロンであったが、本作品から10年後を描いた続編の『スーパーリンク』でガルバトロンとして復活した後は、そのことをすっかり忘れている。
頭部の形状がクワガタムシを想起させるものであったため、劇中では「クワガタ頭」、さらに変形形態と引っ掛けて「クワガタンク」などのあだ名をつけられていた。また、時折コミカルな一面を見せている。
他のシリーズのメガトロンと区別するため、日本のタイトルと海外でのタイトルを引用してメガトロン（マイクロン伝説）、アルマダメガトロン（Armada Megatron）、メガトロン（アルダユニバース）と呼ばれることが『トランスフォーマー レジェンズ』で判明している。

### スーパーリンク
ガルバトロン（Galvatron / Megatron）は前作でユニクロンに取り込まれたメガトロンがエネルゴンの力により復活した姿である。日本語版の声はカルロスの声も担当した遠藤純一。
破壊大帝の中では珍しい戦闘爆撃機（ガンシップ）に変形する。前作同様に宇宙征服を企むが、性格は初代（G1）のガルバトロンと同様に凶暴さが増している。部下には絶対服従を誓わせ、敵対しているアルファQ（Alpha Quintesson）の部下であったメガザラック（MegaZarak / Scorponok）には常にその力で服従を強要し、ナイトスクリーム（NightScream /StarScream）を洗脳するなどの暴君振りであるが、元々忠実な部下であったアイアンハイド（Ironhide / Demolisher）の死にはショックを受けるなどの人情味も併せ持つ。また、前作と同様、時折コミカルな一面を見せている（第15話でセル作画であくびをする、第44話で眠っている様子を見せるなど）。
意志を失ったユニクロンを戦力とするべく復活させようとした。内部に潜入したサイバトロンの艦船を変形で押し潰そうとし、遂にはユニクロンを再起動させ、サイバトロンの艦船に体当たりを企てる。反逆を企てたレーザーウェーブ（Laser Wave / Shock Blast）の暴動行為にも動じず、ユニクロンを再始動させ叩き潰すなど、ユニクロンを手足のように扱っていたが、復活したユニクロンの意思に乗っ取られてしまい、オメガコンボイ（Omega Convoy /Optimus Supreme）のユニクロン爆破により解放されるも、その残滓は常に彼に影響を与えていた。
第40話でメガザラックやナイトスクリームと共にセイバートロン星を併合、第41話で深部のスーパーエネルゴンに飛び込み、ガルバトロンG（ジェネラル）（Galvatron General / Galvatron）にパワーアップする。
さらにレーザーウェーブの弟であるシックスショット（SixShot）が反逆した際にスーパーエネルゴンを再び浴びて巨大化してマキシマムモードになり、シックスショットを踏み潰して抹殺したが、ユニクロンの意志に完全に捕らわれて狂気の破壊兵器と化してしまう。
同じく巨大化したオメガコンボイとの激戦の後、ユニクロンの魂を自分の中に封じ込め、忠実な部下であるナイトスクリームR（リバース）（Nightscream Rebirth / Energon Starscream）、ショックフリート（Shock Fleet/ Mirage）と共に太陽に特攻して消滅した。
なお、玩具は海外版をサイズダウンして新規に開発されたものが発売された。

### ギャラクシーフォース
海外との販売広報戦略の違いにより、設定が異なっている。海外版では『マイクロン伝説』のメガトロンおよび『スーパーリンク』のガルバトロンと同一人物である。日本語版の声は中田譲治。
マスターメガトロン（Master Megatron / Megatron）は、この世界では少数派のデストロンを率いる破壊大帝である。燃え盛る地獄のような世界のファイヤースペース（Fire Space / Fire Dimension）（前作でのエネルゴンの太陽）を拠点とし、自在に時空転移し攻撃を仕掛ける。その強さは宿敵のギャラクシーコンボイ（Galaxy Convoy / Optimus prime）が全く太刀打ち出来ないほどであった。一人称は「俺」、もしくは「私」（第32話、第36話では「俺様」も使用）（漫画版での一人称は「ワシ」）。背中にミサイル（マスターガルバトロンに転生した後は未使用）を装備し、手から電撃を放つ攻撃を得意とする。
オリジナルのデザインである戦闘機（フライトモード）とメガビークル（レーシングカー）に変形する（強化後のマスターガルバトロンも同様）。各惑星を回るごとにアニマトロスではデスクロー、地球ではデスマシンガンといった武装、黒い霧の力から生まれた戦士であるダークライガージャック（Dark Ligerjack / Nemesis Breaker）（ライガーメガトロン（Liger Megatron / Megatron Dark Claw Mode）に合体（リンクアップ）可能（ダークライガージャックが消滅した第40話を最後に登場しなくなった））を手に入れさらに強さを増していった。
プラネットフォースの力で新たな宇宙の創造者になろうとし、目的のためなら部下を平気で切り捨てる残忍かつ冷酷な策士である。
性格はこれまでの作品に登場したメガトロンと比較すると冷徹非情で仲間が傷付いても何とも思わないなど残虐性の強い非情な性格となっている。そのため、スタースクリームどころか最終的には全ての部下から見放されてしまうこととなる。また、『マイクロン伝説』のメガトロンおよび『スーパーリンク』のガルバトロンが見せたコミカルな一面は皆無になっている。
第32話のセイバートロン星での戦いの際にソニックコンボイの手により、ファイヤースペースごと初期化されてしまうが、続く第33話では黒い霧を纏い、まさかの復活を遂げた。
第40話でギガロニアにてメガロコンボイ（Megalo Convoy / MetroPlex）に撃破されたが、続く第41話でそのプラネットフォースの力で、マスターガルバトロン（Master Galvatron / Galvatron）として復活し転生する。転生した後の外見上は体色が銀色、顔の色が白から紫、目の色が緑から赤と初代メガトロン（G1メガトロン）を思わせる色に変わっただけだが、戦闘能力は転生前より段違いとなっており、サイバトロンの誰もが全く歯が立たない強さを持つ。切り札的な隠し武器は背部の両ウイングが前方に展開したガルバランチャーと暗黒の剣であるエネルゴンセイバー。
ギガロニアでは第41話でその圧倒的な強さでサイバトロンを追い詰めたが、メガロコンボイからメガロアックスを借りたギャラクシーコンボイの「ギャラクシーギガクラッシュ」を受けて敗北し、続く第42話で新デストロン軍からデストロンマーク入りの雑巾で傷を癒されつつ、彼らがギガロニアのプラネットフォースを探索する時は「好きにしろ」と言い、第45話でモールダイブに勝利したバンガードチームを圧倒、援軍のために彼を救出し、続く第46話で「仲間の信頼を失ったのか？」と挑発してギャラクシーコンボイの気力を一時失わせたが、ベクタープライムの言葉で迷いを捨てたことや最初にギガロニアのプラネットフォースの力で巨大化したガードシェルによって形成が逆転し、彼の「ギャラクシーギガクラッシュ」を受けて再度敗北を喫し、さらに続く第47話でサイバトロンからプラネットフォースが4つ付いたチップスクエアを強奪、その後スーパースタースクリーム（スタースクリームの強化形態）と直接対決をし、終始劣勢だったが、両者互角に全力を込めた一撃のぶつかり合いで勝利を収めた。
最終決戦では第49話でギガロニアのプラネットフォースの力でグランドブラックホールを拡大させ、続く第50話でギガロニアのプラネットフォースの力で新デストロン軍を巨大化させ、ガードシェルに続いてギガロニアのプラネットフォースの力で自身も巨大化し、各惑星のコンボイと戦っていたが、部下すら顧みない傍若無人さが災いして彼らの逆鱗に触れて敗北。その後プラネットフォースとチップスクエアをグランドブラックホールに投げ込んで悪あがきをするもソニックコンボイたちの意地によりそれも失敗し、部下たちからは捨て駒扱いされた不満から全員に離脱されてしまう。さらに続く第51話で一度は野望を諦めかけたが、突如垣間見たスタースクリーム（姿はスーパースタースクリーム）とノイズメイズとサウンドウェーブの幻影（ビジョン）に煽られ、自分の戦いに決着をつけるべくアニマトロスのバーニアを襲撃してギャラクシーコンボイとの1対1の激闘に挑み、この戦いではガルバランチャーとエネルゴンセイバーもフルに活用し、両者互角に渡り合いつつもエネルゴンセイバーでギャラクシーコンボイにとどめを刺す寸前まで追い詰めたが、ベクタープライムのスパークから託されたベクターソードを装備した彼の一突きでエネルゴンセイバーを割られ、胴体も貫かれて三度敗北を喫し、消滅した（この対決は勇者エクスカイザーのオマージュ）。
最終話である第52話のプロローグでは前話で消滅する寸前にはなかった「ギャラクシーコンボイ…」と呟くシーンが追加された（海外版では口は動いているが、無言となっている）。その後のエピローグではスパークはまだ生きており、別次元（トランスフォーマーにとって「あの世」とも言うべき場所）にて同じくスパークになったベクタープライムと戦い続けている様子が描かれた。
マスターメガトロンはフォースチップをジェットエンジン（ビークルモード時に挿入）にイグニッションすることで、超加速能力（スピーディアのプラネットフォースの力で第7話で唯一発動）（強化後のマスターガルバトロンや漫画版では打ち切りの影響で未使用）が発動し、玩具ではフライトモード（この時もジェットエンジンに挿入）での発動も可能になり、ロボットモード（この時は背部の両ウイングに挿入）でのイグニッションにより、「デスクロー」（アニマトロスのプラネットフォースの力で第16話から発動）（漫画版では第4話でアニメ本編よりも先に発動）を左腕部、「デスマシンガン」（スタースクリーム（後のスーパースタースクリーム）の手中にあった地球のプラネットフォースの力で第27話から発動）（漫画版では打ち切りの影響で未使用）を右腕部に装備し、マスターガルバトロンは引き続きフォースチップを背部の両ウイング（ロボットモード時に挿入）にイグニッションすることで、「デスクロー」を左腕部、「デスマシンガン」を右腕部に装備し、玩具では引き続きビークルモードとフライトモード（この時はジェットエンジンに挿入）でのイグニッションにより、超加速能力の発動も可能になっている。必殺技はガルバランチャーから発射する「デスキャノン」（玩具の説明書に書かれていない必殺技だが、再現自体は可能）。ライガーメガトロンは腕部にイグニッションすることにより、ダーククローが展開し、そのまま相手に目掛けて突撃する「ライガーデスブレイク」が発動する。
また、マスターガルバトロンはDVD第13巻（最終巻）のブックレットでは、異名が孤独なる闇の帝王と紹介されており、「自らの敗北に対する怒りより生まれたマスターガルバトロンは、以前よりも徹底的にあるいは偏執的なまでに、自己の絶対性を行動原理にし、かつてのマスターメガトロンであれば、スピードでニトロコンボイに敗れようと、仲間との結束でギャラクシーコンボイに敗れようと、それが自分の優位を脅かすものとは考えもせず、力で相手を粉砕できるだけの確信があったからであったが、今はかつてより強大な力を得ているにもかかわらず、自らのいかなる敗北をも決して許しはせず、ギャラクシーコンボイが仲間との信頼によって打ち破ったのなら、その信頼をも上回る力で仲間ごとねじ伏せること、それこそが彼が絶対者として自らに課した条件であり、スーパースタースクリームを激戦の末に破った後、こうした傾向はさらに強まっていき、それはさながら至高の座を目指しながら果たせなかったスタースクリームの執念が彼に乗り移ったかのようでもあり、ひたすらに絶対性を求めた果てに待つものは宇宙か彼自身、どちらの破滅でしかなく、彼の最大の敵はプライマスでもギャラクシーコンボイでもなく、終わりなき野望に身を焦がす彼自身であったのかも知れない」と記載されている。
マスターメガトロンは開始前のトレーラー映像ではメガビークルからの変形バンクを見せていたが、劇中では一度も見せず（ただし、第13話までのオープニング映像では使用されている）、終了後のジャンクションでは第3話から第13話まで担当し（映像は第3話の流用）、視聴者に向かって「来週も会おう」と言っており、意外に優しい一面も見せ、第2期オープニング映像では第41話、エンディング映像では第40話まで登場し、強化後のマスターガルバトロンは第41話のエンディング映像からマスターメガトロンが変更した形で登場し、続く第42話のオープニング映像でも登場した。第43話から第44話、第48話は未登場（ただし、オープニング映像とエンディング映像には登場）。
マスターガルバトロンの玩具は日本では数量限定で販売された。カラーリング以外はマスターメガトロンと同一仕様のため、ダークライガージャック/ライガージャックとのリンクアップ（合体）も可能になっており、ライガーガルバトロン（Liger Galvatron / Galvatron Dark Claw Mode）になる。
漫画版では第1話、第2話、第4話、最終話である第9話のラストページでシルエットの状態で登場。打ち切りの影響でアニメ版と比べると出番が少なかった。また、ここではビークルモードに変形せず、スピーディアとアニマトロスには訪れていない（強化後のマスターガルバトロンは打ち切りの影響で未登場だが、最終話である第9話のラストページでマスターメガトロンのシルエット状態が酷似している）。ライガーメガトロンは強化後のマスターガルバトロンと同様、打ち切りの影響で未登場。
肩書きはマスターメガトロンでは破壊大帝だったが、マスターガルバトロンに転生した後は真破壊大帝になった。
データはマスターメガトロンおよびマスターガルバトロンでは全長は6.0m、重量は16.0t、スピードは時速1200キロ（ビークルモード時）、マッハ8（フライトモード時）であり、ライガーメガトロンでは全長は6.0m、重量は24.4tになっている。
海外版の設定では自身を纏った黒い闇はグランドブラックホール内のユニクロンの残留スパークであると設定されている。また、両腕にはユニクロンの意匠が見られるが、これは海外版でのユニクロンのエネルギーを取り込んで復活したという設定に由来する。

## 海外版メガトロン

### アクションマスター
海外発売。トランスフォーマー アクションマスターより。要塞モードと戦闘機に分離するニュートロフュージョンタンクに乗り込む。

### ビーストウォーズ
日本名はアマゾン戦士メガリゲーター。テレビアニメが放映される前に発売されたため、初代（G1）のメガトロンがパワーアップしたという設定になっている。セット販売として（シルバーではないものの）初代（G1）を意識した塗装に変更されたものも発売されている。

### RID
カーロボットのアメリカでのタイトル『R.I.D（ROBOTS IN DISGUISE）』での破壊大帝ギガトロンはMegatronの名を振られ、破壊大帝デビルギガトロンに変化した後は玩具の色彩が似ていることもあってか名称がGalvatronに変化した。
日本版では彼は破壊大帝ではなく、また、ファイヤーコンボイとは「幼馴染」となっている。

### Titanium
ハスブロ社販売のダイキャスト製観賞用フィギュアシリーズ。トランスフォーマーも2006年度よりシリーズに加えられ、ディスプレイモデルの3インチと変形可能な6インチの2サイズで展開された。
特に、6インチのラインナップでは、全く新しいデザインの戦車に変形するメガトロンが登場した。設定としては、GIジョーに登場する敵勢力「コブラ」によって改造されたというもので、G2のコミック版のストーリーを想起させるものになっている。

### 変形!ヘンケイ!トランスフォーマー(Transformer Classics)
過去のキャラクターたちをリメイクする海外での新ラインにてメガトロンもラインアップ。念願とも言えるガンモードに変形する商品となり、ロボットモードのデザインも初代メガトロン（G1メガトロン）に近いものになっている。
海外版では銃型玩具に対する規制のために派手なカラーニングで発売されたが、日本版（2008年3月より販売開始）では初代メガトロン（G1メガトロン）を意識したカラーリングにされる。
また、コンボイとのセット商品で戦車に変形するタイプも存在している（ヘンケイ！名義では国内販売されなかったものの、後にトランスフォーマー ユナイテッドにてリリースされた）。

### Shattered Glass
ボットコン2008限定玩具シリーズ「Shattered Glass」に登場。オートボットとディセプティコンの善悪が反転したパラレルワールド「シャッタードバース」における、平和を愛するディセプティコンのリーダーである。正義感が強く、異世界から来たクリフジャンパーをオプティマスプライム（コンボイ）の攻撃から庇うほどである。元々は大学教授であったが、オートボットの侵略に立ち向かうために変形能力を開発し、自らの肉体も戦闘用に改造した。ガンシップに変形し、合体すると主武装になるドローン「ランブラー」を引き連れている。本作品のオプティマスプライム（コンボイ）のような「悪のコンボイ」は数いるが、「善のメガトロン」は彼と（本編開始前に改心した）『アーススパーク』のメガトロンだけである。
玩具は『スーパーリンク』のガルバトロンの仕様変更品。頭部のデザインがアニメ第1作のパイロット版に似たデザインとなっており、若々しく細面な青年の顔となっている。

## 実写映画版のメガトロン
原語版の音声は第3作目まではヒューゴ・ウィーヴィングだが、第5作目での再登場に際しては初代メガトロン（G1メガトロン）の声を担当したフランク・ウェルカーが担当。日本語版では全て中村浩太郎が吹替えを担当している。ゲーム版ではフランク・ウェルカーが第2作目まで担当し、第3作目ではフレッド・タタショアが担当。

### トランスフォーマー
エイリアンジェットに変形。第1作目のメインヴィラン。遙か昔にキューブを求めて地球に飛来し、北極に不時着したものの不慮の事故で仮死状態となり、そのまま凍結する。アーチボルド・ウィトウィッキーによって発見された後、セクター7（セブン）に冷凍状態のまま収容され、NBE-1 (Non Biological Extra-Terrestrial-1＝非生物型地球外生命体1号）とアイスマンと名付けられる。長期間保存研究されていたが、セクター7（セブン）に侵入したフレンジーの活躍で復活。市街地戦ではジャズを殺害し、市街地でオプティマスプライム（コンボイ）と激しい戦闘を繰り広げるが、、空軍の戦闘機F-22の攻撃で致命傷を受け、最後はサム・ウィトウィッキー（第1作目ではサミュエル・ジェームズ・“サム”・ウィトウィッキー）によってオールスパークのキューブとスパークを融合させられたことに耐え切れず崩壊して機能停止し、破壊され倒された。ローレンシア海溝に戦死した部下たち共々投棄されたが…。 
他のトランスフォーマーと異なり暗黒物質を常食としたパワーコアを動力源としており、不死身にも近い耐久力と恐ろしい怪力を誇る。設定では惑星サイバトロンの防衛司令官（Lord High Protector）であったとされ、アメコミなどではオプティマスプライム（コンボイ）と親しげに会話する場面もあったことなどから、戦争が開始する前はオプティマスプライム（コンボイ）と友人関係であったようである。
本作品のメガトロンは力に任せた暴君であり、狡猾な策略家であった初代メガトロン（G1メガトロン）とは性質がやや異なるものの、他のトランスフォーマー同様キャラクターとしては初代メガトロン（G1メガトロン）を意識しており、顔のデザインが初代メガトロン（G1メガトロン）に近いものになっている他、両腕が変形する（両腕を組み合わせて変形させる）フュージョンカノンや右手のチェーンメイスなどの武器、スタースクリームを叱りつける場面などにその名残が見られる。日本語版での一人称は「俺」、「俺様」。
顔のデザインが途中で変更されたため、ポスターと劇中では顔のデザインがかなり異なっている。玩具CMでは「ディセプティコン破壊大帝」と紹介される。
玩具はリーダーサイズとボイジャーサイズの2種類が発売。ボイジャーサイズは「フローズンメガトロン」という名前で、冷凍状態のイメージで造形されている。またリーダーサイズには劇中のイメージにデザインを近づけたプレミアム仕様のものもある。

### トランスフォーマー/リベンジ
エイリアンタンクに変形。その状態で飛行することも可能。
第1作目（前作）で大破してからローレンシア海溝に沈められていたが、ザ・ドクターによる修理とアメリカ政府から奪ったオールスパークの欠片によって復活を遂げる。第2作目（今作）でプライムの一人であるザ･フォールンの弟子であることが判明、復活早々にザ・フォールンの指示を受けて行動を開始した。
破損した身体をコンストラクティコンのパーツを使って修復されたため、第1作目（前作）と比較して右腕と下半身のボリュームがアップし非常にマッシブな体型となっている一方、再生が不完全であるため左腕が細くなっている。復活して間もないためか、スタースクリーム、グラインダーと共にオプティマスプライム（コンボイ）に戦いを挑むも苦戦を強いられた。
第1作目（前作）とは武装も異なっており、第1作目（前作）では両腕を組み合わせて使用していたフュージョンカノンが初代メガトロン（G1メガトロン）同様右腕に搭載され、また接近戦用の武器もチェーンメイスではなく、剣状のデスロックピンサーに変更された。
第1作目（前作）で自分を殺したサム・ウィトウィッキーを恨んでおり、サム・ウィトウィッキーの脳に書き込まれたオールスパークの情報回収も兼ねてサム・ウィトウィッキーを拉致。直後、サム・ウィトウィッキーの救出に現れたオプティマスプライム（コンボイ）の殺害に成功する。
ザ・フォールンの指示の下でディセプティコンの指揮を執り続け、エジプトでの最終決戦で復活したオプティマスプライム（コンボイ）をザ・フォールンと共に迎え撃ったが、右腕と顔面を破壊されて敗北。その後ザ・フォールンもオプティマスプライム（コンボイ）に倒されて戦意を喪失し、スタースクリームの進言を受けて撤退した。
玩具はリーダーサイズとボイジャーサイズの2種類が発売されている。リーダーサイズの玩具は、胸のレバーを降ろすとヒューゴ・ウィーヴィングの声で「I am Megatron!」としゃべるギミックがある。

### トランスフォーマー/ダークサイド・ムーン
錆びた大型タンクローリーであるエイリアントラックに変形。NESTの追撃を躱してアフリカのアジトに隠れていた。 
第2作目の負傷が治りきっておらず、右腕は流石に修復されているが顔面は大きく抉れており、全身には錆が浮き出て各部からエネルゴンが漏れたままになっている。傷を隠すようにマントを羽織り、第2作目（前作）まで使用していたフュージョンカノンは散弾銃（ライフル型）にして背中に鎖で縛りつけて携行している。
第2作目（前作）よりも前線で戦うことは少なくなったが、謀略に富んだ狡猾な一面を見せるようになっている。またアフリカのアジトではディセプティコンの幼生たちに餌を与える場面も見られた。
第1作目で地球を訪れる以前からオートボットの元司令官であるセンチネルプライムと密約を交わしており、当初の計画では地球に落下したオールスパークを回収した上で、センチネルプライムの持つスペースブリッジの柱を使用して地球と人類を惑星サイバトロンであるサイバトロン星復興資源として接収する計画であった。
両者が地球到達時に機能停止するというアクシデントにより当初の計画は失敗したが、部下のサウンドウェーブが使役するスパイたちやショックウェーブを用いた罠により、オプティマスプライム（コンボイ）にリーダーのマトリクスでセンチネルプライムを復活させることに成功する。月面に潜伏させていたディセプティコンたちをスペースブリッジで呼び寄せた後、オートボットを追放しシカゴを拠点としながら、各地に配した部下たちとスペースブリッジで惑星サイバトロンであるサイバトロン星を太陽系へと転送させた。
計画は概ね順調だったものの主導権をセンチネルプライムに奪われて内心不満を募らせていたところを、現れたカーリー・スペンサーに指摘されて奮起。
オプティマスプライム（コンボイ）とセンチネルプライムの戦いに割り込んで、優勢だったセンチネルプライムに重傷を負わせて間接的にオプティマスプライム（コンボイ）の命を救う。そして勝ち誇りながらオプティマスプライム（コンボイ）に自分に有利な条件を突きつけた停戦を持ちかけたが、逆にオプティマスプライム（コンボイ）にその隙を突かれ、エナジーアックスで文字通り頭を叩き割られた上に、そのまま首ごと脊髄状のフレームを引きずり出されて死亡した。
小説版と脚本の初期案をベースとしたノベライズ版では末路が異なっている。
終盤でオプティマスプライム（コンボイ）とセンチネルプライムの戦闘にメガトロンが介入するところまでは実写映画版と同じだが、倒れていたオプティマスプライム（コンボイ）に手を差し伸べて共闘。二人でセンチネルプライムを倒した後、「戦いに辟易した。終わりなき戦争もいつか終わらせなくてはならない」と本音を吐露し、オプティマスプライム（コンボイ）に講和を申し出る。
今までの経緯から当初はオプティマスプライム（コンボイ）も信用しなかったものの、「信じられないのは当然だ。ならば殺せ、なにをされてもかまわぬ」とメガトロンが謙虚かつ弱気な姿勢を見せたことでオプティマスプライム（コンボイ）も講和を受け入れ停戦。
惑星サイバトロンであるサイバトロン星の復興を目指すことを誓ったメガトロンは、地球上に残ったディセプティコンたちを率いて惑星サイバトロンであるサイバトロン星へと帰って行った。

### トランスフォーマー/最後の騎士王
第4作目（前作）『ロストエイジ』では人造トランスフォーマー『ガルヴァトロン』としての登場であったが、今作では再び『メガトロン』としての登場となり、変形パターンも従来通りの部品が組み変わる形式に戻っている。第1作目とは違う形状のエイリアンジェットに変形。
騎士の意匠を取り入れつつ、初代メガトロン（G1メガトロン）を思わせる外見となり、戦闘時にはオプティマスプライム（コンボイ）同様にフェイスマスクが展開するようになった。トランスフォーマーの創造主クインテッサの協力者として登場する。
創造主クインテッサに洗脳されたオプティマスプライム（コンボイ）＝ネメシスプライム（ブラックコンボイ）同様、顔の右半面に赤い血痕のような塗装が施されているが、メガトロンもまた洗脳されているのか、自らの意思で協力しているのかは明言されていない。
フュージョンカノンは従来のように右腕に装備されている他、新たに両刃の大剣を使用するようになった。

### トランスフォーマー・シャドウズライジング
第2作目と同じデザインの姿で登場。『トランスフォーマー・ヒューマンアライアンス』およびアトラクションである『トランスフォーマー ヒューマンアライアンス スペシャル』、『トランスフォーマー・シャドウズライジング』ではエイリアンタンクに変形。第1作目と同じこのアーケードゲームのメインヴィラン。

### トランスフォーマー・ザ・ライド3D
第3作目と同じデザインの姿で登場するが第2作目の接近戦用の武器である剣状のデスロックピンサーのフュージョンキャノンを右手に装備している。第1作目と同じこのアトラクションのメインヴィラン。第1作目と同様にオールスパークを強奪すべく、ライド本編での登場回数が12シーン中5シーンとオプティマスプライム（コンボイ）同様に1番多く、オールスパークを手にするため執拗にオプティマスプライム（コンボイ）とこのアトラクションの人間側の主人公でN.E.S.T.（ネスト）新兵であるゲストとこのアトラクションオリジナルのステルス移動型トランスフォーマーのオートボットであるイーバック（イーヴァック）らの前に立ちはだかる。建設中の高層ビルの屋上でオプティマスプライム（コンボイ）と戦いを続け、劣勢に陥れるも最後はイーバック（イーヴァック）に第1作目と同様オールスパークを胸部に押し込まれ、その強大な力に耐え切れず撃破された。オプティマスプライム（コンボイ）とイーバック（イーヴァック）に撃破された後はゲストと共にイーバック（イーヴァック）がN.E.S.T.（ネスト）基地に戻っていく際にねじれた残骸の状態となっていた。

## 実写映画版のガルバトロン
第3作目『ダークサイド・ムーン』で死亡したメガトロンであったが、第4作目『ロストエイジ』では地球人製のトランスフォーマーガルヴァトロンとして復活を遂げる。演じたのは初代メガトロン（G1メガトロン）およびプライムメガトロン/ユニクロンメガトロンを演じたフランク・ウェルカー、日本語吹き替え版では大友龍三郎。

### トランスフォーマー/ロストエイジ
黒と銀色のダイムラートラックノースアメリカ社製の大型トラクターに変形。反トランスフォーマー組織「KSI（Kinetic Solutions Incorporated）」に製造された人造トランスフォーマーの軍事用プロトタイプとして登場した。
変形パターンや容姿いずれにおいてもかつてのメガトロンの面影はほとんど残っていないが、その実態は、残骸として回収されながらも頭部のみの状態で生存していたメガトロンが「KSI（Kinetic Solutions Incorporated）」を利用して復活を遂げたものであり、過去三部作のメガトロンとは実質同一人物である。
「KSI（Kinetic Solutions Incorporated）」の設計ではオプティマスプライム（コンボイ）に似た姿になるはずだったが、開発時にメガトロンの頭部から採取された記憶情報を移植された影響でトランスフォーミウムのプログラムに齟齬が生じた結果メガトロンに似た姿となってしまい、「KSI（Kinetic Solutions Incorporated）」の経営者で、事業の成功により財を成した資産家で、リーダーであるジョシュア・ジョイスの顰蹙を買った。
武器は両腕から展開するブレードとミサイルキャノン「ヘヴィメタルグラインダー」。ビークル時も車外からミサイルを発射する能力を備えている。胸部には円形シュレッダーも備わっており、接近戦では相手の武器を破砕することもできる。
ボディにはトランスフォーミウム(Transformium)と呼ばれる新素材のプログラム可能な可変金属が用いられており、変形方法は従来のようなパーツが組み変わる変形ではなく、全身を一度粒子化した上での変形となっている。この変形法を利用し、体を粒子化させることでバンブルビーの砲撃を回避するという応用もやってのけている。
当初は政府による無線操縦を受けているように装っていたが、中国工場へ移送された際に単独で起動し、人造トランスフォーマーたちの無線操縦システムを掌握してディセプティコン軍団を再建。新たな破壊大帝としてその頂点に君臨することとなる。
その後は新生ディセプティコン軍団を率いて、有機生命体を金属化する「シード(Seed)」を手に入れるために「KSI（Kinetic Solutions Incorporated）」の中国工場を脱走し香港および北京での戦闘を起こしたが、ダイナボットの加勢を受けたオプティマスプライム（コンボイ）たちの参戦により戦局が不利になり、自らの再起を誓いながら撤退していった。
オプティマスプライム（コンボイ）のコピーとして設計されて誕生したという経緯など、初代アニメシリーズに登場したモーターマスター（Motormaster）や、『トランスフォーマープライム』に登場したネメシスプライム（ブラックコンボイ）（Nemesis Prime）の設定も取り入れられている。ビークルモードの形状も、過去に発売されたオプティマスプライム（コンボイ）の玩具とよく似ている。
「頭部のみとなったメガトロンが人間を利用して復活する」という展開は『トランスフォーマーアニメイテッド』の第1シーズン（シーズン1）での展開を踏まえたものとなっており、そのオマージュとして実写映画版第2作目に登場したインセクティコンを使役するシーンがある。
また頭部の造形は、ビーストウォーズリターンズにて登場した、コントロールケーブを羽織ったビーストメガトロンと酷似している。

## アニメイテッド
『アニメイテッド』に登場。声は英語版（原語版）がコーリー・バートン、日本語版は『ギャラクシーフォース』でフレイムコンボイを担当した若本規夫が担当。
ディセプティコン（Decepticons）のリーダーであったが、スタースクリーム/Starscreamの策略でボディと右腕を破壊され、首だけの状態で地球に潜伏する。後に第15話、第16話にて新たなボディを得て、V-22Ospreyに酷似したティルトローター型ガンシップに変形できるようになる。サイバトロンモードはエイリアンジェットに変形する。
圧倒的なパワーを持ち、オートボット（Autobots）全員で掛っても敵わない。武装は右腕の「フュージョンキャノン」と、ビークルモードのプロペラから変形する剣「メガニウムソード」。
デザインやカラーリングはG1（初代）のメガトロン（Megatron）を意識したものとなっている（ただし、サイバトロンモードは実写映画版によく似た形状の頭だった）。新たなボディとして復活してからはG1（初代）のスーパーメガトロン（Super Megatron）によく似た形状の頭になっている。
第4シーズン（シーズン4）ではトリプルチェンジャーのマローダーメガトロン（Marauder Megatron）になる予定であった。武装は新たに両腕に取り付けられた両腕の「フュージョンキャノン」と両胸に取り付けられた2連装砲。
マローダーメガトロン（Marauder Megatron）はリターンズ版のメガトロン（Megatron）によく似た形状の頭とG1（初代）のスーパーメガトロン（Super Megatron）を意識したものとなっている。戦車とSFジェット機（エイリアンジェット）に変形する。

## プライムシリーズ
『プライム』 ではディセプティコンの支配者として登場。声は原語版ではフランク・ウェルカー、日本語版では藤原啓治が担当。サイバトロンジェットに変形する。最終シーズンで完結篇である『Predacons Rising（プレダコン・ライジング）』では実写映画版によく似たサイバトロンジェットに変形する。
狡猾さと獰猛さを併せ持つ冷酷な暴君で、その狂人染みた性格から敵味方ともに恐れられている。腹心であるスタースクリームにダークエネルゴンの実験のために死んで欲しいと頼んだり（無論、拒否される）、強力な細菌兵器を開発および使用して一度に多くのトランスフォーマーの命を奪い、用済みとなった部下は即座に処刑するなど、性格はかなり冷酷である。
武器は右腕のフュージョンカノンと手の甲から繰り出すブレード、そして何よりその圧倒的なまでの身体能力が武器である。メガトロン一人に対しオートボット総員でも敵わないほどで、フュージョンカノンを封じられた状態でもインセクティコンを倒してみせた。テラーコン操作とパワーアップのためにダークエネルゴンを体内に投与しているが、反面ユニクロンやダークエネルゴンで自我に目覚めた戦艦ネメシス相手に手も足も出なかったことがあり、ダークエネルゴンは強みであると同時に弱点にもなっている。
かつてはメガトロナス(Megatronus)という名の剣闘士で、オプティマスプライムの前身であるオライオンパックスとはかつての親友でありサイバトロン星のプライム（コンボイ）リーダーを目指していた。後にメガトロンと名を改め急進的な改革を進めようとするも、メガトロンよりも平和主義のオライオンパックスがリーダーに相応しいという上層部の判断により失脚。オライオンパックスを認めないメガトロンはディセプティコンを結成し、サイバトロン星のマトリクスの奪取を目指し全面戦争を起こした。現在の腹心であるサウンドウェーブはそのころからの部下であり、かつてのメガトロナスはオートボットたちと同様青い目をしていたが、ディセプティコン結成と合わせて現在の赤い目へと変貌を遂げている。
そうした因縁からかオプティマスプライムに対して強く執着しており、昏睡中は延々とオプティマスプライムを倒し続ける夢をみていたり、オプティマスプライムがマトリクスセイバー/StarSaberによりパワーアップをした際は、サイバトロン星でわざわざ過去のプライムの遺体から腕を移植してダークエネルゴンセイバー/DarkStarSaberを製作して対抗するなどオプティマスプライムに勝つためならば手段を選ばないところがある。他方オプティマスプライムは当初メガトロンを倒すことに躊躇いがあったが、シーズン1終盤でメガトロンによりラフ・エスキベルが殺されかけて以降は躊躇いを捨てている。
シーズン1では、物語開始以前から序盤まで行方不明になっていたが、ユニクロンの血であるダークエネルゴンを持って帰還、ダークエネルゴンを取り込むことにより自身をパワーアップさせてテラーコン軍団を生み出すも失敗。スタースクリームの策略により一時は昏睡状態に陥ったが、復活して地球のディセプティコンを掌握し、さらにガイアユニクロンを利用しようと目論んだが決裂し、オプティマスプライムと共闘してユニクロンを封印した。
シーズン2ではスタースクリームに続いてエアラクニッドやドレッドウイングなど部下たちの離反を招きつつも、オートボットたちとアイアコンの遺産の争奪戦を繰り広げる。第52話にて遺産オメガロックの力で地球に一大拠点ニューケイオン/NewKaonを建設。オートボットたちの秘密基地オメガワンの位置座標を割り出して襲撃を仕掛けて破壊、オートボットたちを各地へ離散させた。
日本未放送のシーズン3『Beast Hunters（ビーストハンターズ）』ではニューケイオンに設置した巨大フュージョンカノンの力で地球政府に武力的威圧を仕掛け地球征服を目論んだものの、復活したオプティマスプライムにより要塞を破壊され、自身もその動力炉に衝突して重傷を負って敗北した。なお、切断された腕は元の腕に戻った。その後ショックウェーブが化石の遺伝子情報から再生に成功したというプレダキング（ドラゴトロン）を始めとするプレダコンの再生量産のため世界各地に眠るプレダコンの化石集めを進めるも、そのプレダキング（ドラゴトロン）が予想以上の知性を発揮しだしたことでプレダコン再生計画を破棄し、今度は合成エネルゴンとプレダコンの遺伝子情報から生み出される物質創造エネルギーを用いた小型オメガロックによる地球改造計画を始動。真実を知ったプレダキング（ドラゴトロン）の造反もあったがそれも制してオメガロックを完成させ、そしてそれを阻止せんとするオートボットおよびオプティマスプライムとの最終決戦を繰り広げる。その末にオプティマスプライムにマトリクスセイバーを届けようとしたバンブルビーに致命傷を負わせ、さらにオプティマスプライムも追い詰めるがオメガロック内のエネルギーを浴びて回復したバンブルビーにマトリクスセイバーを突き立てられて機能を停止、そのまま地球へと落下した。
最終シーズンで完結篇である『Predacons Rising（プレダコン・ライジング）』では長い間ダークエネルゴンを多量に摂取していたことで微かに生きながらえていた。チーム・プライム（オプティマス部隊）がサイバトロン星（すなわちプライマス）を蘇生させたことで、かつて両軍が協力して封印したユニクロンの意識が呼応するように覚醒してしまい、サイバトロン星を破壊しに行こうとする彼に肉体をユニクロンメガトロン / Unicron Megatronとしてとして強化された上で意識を憑依されて彼に乗っ取られ、ようやく復活したサイバトロン星を滅ぼしかける事態を招いてしまった。ユニクロンの精神がオプティマスプライムの活躍で引き剥がされ封印されたことで自由の身となるものの、ただ破壊を求めたユニクロンを故郷を滅ぼした己と重ねたことで改心し、スタースクリームやチーム・プライム（オプティマス部隊）たちの前でディセプティコンの解散を宣言、宇宙の彼方へと飛び去って行った。
パートナーのアームズマイクロンは、ゴリラからフュージョンカノンに変形するゴラIIと、コウモリから鎌と翼に変形するハデス。どちらもディセプティコンアームズマイクロンのリーダー格であり、他の面々からは一目置かれる存在であるが、ゴラIIはアルクにいいようにからかわれたり、ハデスもナルシスト気味で語彙が貧弱だったりと、どちらも頭が悪い描写が目立つ。
キャラクター造形その他において実写映画版やTransformers: War For Cybertronの影響が色濃い。記憶喪失となったオプティマスプライムを騙して利用するなど、初代メガトロン（G1メガトロン）のような狡猾な一面も見せている。
本編劇中ではとかく残忍な暴君として描かれているが、HubのCMでは歌を披露したり視聴者からの質問に答えたり、日本版の玩具プレゼントキャンペーンでもカラオケでマイウェイを歌おうとしたり、アームズマイクロン劇場では手首だけ出演するなど、劇中以外ではユーモラスな扱いをされることが多い。それらによれば、マイリトルポニーのテーマ曲がお気に入りで、一番好きなオートボットは「バンブルビー」、休暇は「マイリトルポニーを観て過ごす」、一番好きなケーキは「オートボットを叩き潰す（Pound）という験を担いで、パウンドケーキ」であるとのこと。
後日談より始まる続編の『アドベンチャー』では名前のみの登場になっている。本作品では登場しないものの、この一件を恨んだスタースクリーム、ハイパーマイクロンやダークエネルゴンセイバーなど、戦中の彼の所業が火種となって騒動へと繋がっていくことになる。

### 玩具（プライムシリーズ）
メガトロン単体としてはファーストエディション版（デラックスクラス）とその改修であるアームズマイクロン版、EZコレクション版が発売されている。
テレビ展開で昏睡から復活したのに合わせて、海外で発売されたボイジャークラス玩具をベースにアームズマイクロンを付属したメガトロンダークネスが発売され、さらに上述の腕の移植とダークエネルゴンセイバーを再現したファイナルバトルメガトロンが発売された。
いずれも変形パターンは同一のものとなっている。

## オルタニティ
日産のスポーツカーであるフェアレディZに変形する。スポーツカーは次元を超えるのに適するとされている。
メガトロン（ブレードシルバー）
平行世界にまたがる高次元存在オルタニティとなったメガトロンの通常世界での活動を担うオートアバター。オートアバターはオルタニティ本体とリンクしており、次元・時間流・空間距離などを超越した攻撃や移動を行うなど、天上の力とも言うべき絶大な力を持つ。
メガトロン（プレミアムルマンブルー）
サイバトロンの中からオルタニティが誕生してデストロンが衰退の道を辿っていた「バイナルテック」の世界のメガトロンが、高次元存在である時の魔獣ハイセリオンとオルタニティコンボイたちを呼び寄せて、コンボイに敗れたハイセリオンと同化してオルタニティに進化した。そのメガトロンのオートアバター。
メガトロン（ダイヤモンドブラック）
G1（初代）時空群に属する世界の歴史にメガトロン集合体が実験的に介入して、力を与えられたデストロン軍団が劇的な強化を遂げ「理不尽な強さ」と称された世界＜Primax 1286.3 Kappa＞（「コンボイの謎」の世界）の強化メガトロン。強化デストロン軍団の天下はやがて不屈の精神を持つウルトラマグナスの活躍により崩れ去ったが、遥かな時間の後に強化メガトロンはオルタニティのメガトロン集合体の一員になった。そのメガトロンのオートアバター。
後に、＜Primax 406.3 Eta＞（キスぷれの世界）の2009年での陰謀のさなかに、＜Tyran 407.1 Beta＞（実写映画の時空群に属する世界）の2011年に来ていたオルタニティコンボイと高次戦闘になり、目的を追及するコンボイに対して賭けを提案している。その内容は「コンボイの謎」の世界の2005年を舞台にタイムトンネルや空間ループなどの迷宮を配置して、メガトロンが強化した大勢のデストロン軍団に対してコンボイはたった1人のサイバトロン戦士を強化して立ち向かわせて、サイバトロン戦士が敗れるたびに同様の歴史を用意して100回以内にサイバトロン戦士が1人で勝利する歴史ルートが生まれるようなら目的をコンボイに教えるという「死と苦しみに満ちたゲーム」であり、強化メガトロンと強化デストロン軍団が辿るべきだった勝利の正しき結末を見届けるためのものだった。